# Йобст Херман (Шаумбург)
Йобст Херман фон Шаумбург (на немски: Jobst Hermann von Holstein-Schaumburg; * 6 октомври 1593 в замък Гемен в Боркен; † 5 ноември 1635 в Бюкебург) е едлер господар на Гемен (1622 – 1635) и от 1622 до 1635 г. управляващ граф на Шаумбург и на Холщайн-Пинеберг.
Той е единственият син на граф Хайнрих V фон Холщайн-Шаумбург (1570 – 1597), господар на Гемен (1581 – 1597), и съпругата му графиня Мехтилд фон Лимбург-Щирум (1561 – 1622), наследничка и регентка на Гемен, дъщеря на Херман Георг фон Лимбург. Внук е на граф Йобст II фон Холщайн-Шаумбург († 1581).
Той наследява през далечния си братовчед граф Ернст фон Холщайн-Шаумбург (1569 – 1622), който купува през 1619 г. титлата княз. Йобст Херман се отказва от титлата княз и се нарича граф.
Той не се жени. Умира на 5 ноември 1635 г. на 42 години. Заради Тридесетгодишната война той е погребан едва на 6 юли 1642 г. заедно с наследника си Ото V († 14 ноември 1640) в княжеския мавзолей в Щатхаген.